# Wyczechowo (wieś w województwie pomorskim)
Wyczechowo, dodatkowa nazwa w języku kaszubskim Wiczechòwò, (niem. Fitschkau) – wieś kaszubska w Polsce, położona w województwie pomorskim, w powiecie kartuskim, w gminie Somonino, przy drodze krajowej nr 20 Stargard - Szczecinek - Gdynia, na turystycznym szlaku Wzgórz Szymbarskich. Siedziba sołectwa Wyczechowo, w skład którego wchodzą również: Wyczechowo (osada), Trątkownica i Pstra Suka.
W latach 1975–1998 wieś administracyjnie należała do województwa gdańskiego.

## Integralne części wsi
| SIMC    | Nazwa       | Rodzaj    |
| ------- | ----------- | --------- |
| 0172729 | Pstra Suka  | część wsi |
| 0172735 | Trątkownica | część wsi |

## Nazwa miejscowości
Nazwa pierwszy raz wymieniona w połowie XIII w. w postaci Vissecechouo, którą należy czytać jako Wyszeciechowo. Nazwa ta pochodzi od staropolskiego i starokaszubskiego imienia Wyszeciech. Przywołana pierwotna forma nazwy od XVI w. uległa skróceniu do formy Wyczechowo, czyli zanikła w niej sylaba -sze. Uproszczenie to wynikało z trudności w wymawianiu następujących po sobie sylab -szeciecho-. Niemcy dostosowali do swojego systemu językowego nazwę w tej krótszej postaci, tworząc formę Fitschkau, gdzie dodatkowo jeszcze początkowe W przeszło w F.

## Historia miejscowości
Wieś Wyczechowo do dawne dobra rycerskie, pierwszy raz wymienione w czasach książąt pomorskich w roku 1241. Należało wówczas do kasztelani goręczyńskiej. W czasach krzyżackich, od 1311 r., było częścią wójtostwa tczewskiego. Po II pokoju toruńskim z 1466 r. w autonomicznej prowincji Prusy Królewskie, w roku 1569 włączonej już bezpośrednio do Korony, w starostwie mirachowskim województwa pomorskiego. 
W roku 1570 odnotowano we wsi dwóch braci Wyczechowskich: Bartłomieja i Grzegorza oraz kilku innych mieszkańców o nazwiskach : Jackowski, Marrika, Gruba oraz Rusek (nazwisko Rusek, wbrew oczywistym skojarzeniom, nie jest związane z Rosjaninem, tylko pochodzi od kaszubskiego przymiotnika rusy, o znaczeniu 'rudy').
W roku 1717 rejestr podatkowy wymienia we wsi: Jana Wyczechowskiego, Ernesta Wysieckiego, Piotra Zakrzewskiego, Jana Wysieckiego, Adama Robaczkowskiego, Macieja Wysieckiego i Michała Wysieckiego.
W roku 1772 po pierwszym rozbiorze Polski w granicach Królestwa Prus. W roku 1789 uwzględniając majątek, wieś właściwą i karczmę było 13 domów. W tym czasie właścicielem majątku był von Rebert (Robert), a w r. 1856 był nim Wilhelm Neubauer.
Na koniec 1892 wieś razem z majątkiem i przyległościami miała 191 mieszkańców, 116 Kaszubów katolików i 75 Niemców ewangelików. W roku 1910 było 206 mieszkańców (154 Kaszubów i 52 Niemców).
Od 1920 r. na bazie ustaleń Traktatu Wersalskiego w granicach Polski (z przerwą na lata II wojny światowej). 

## Zabytki
Według rejestru zabytków NID na listę zabytków wpisany jest zespół dworski z XIX-XX w., nr rej. 1048 z 24.09.1988:
- dwór murowano-szachulcowy
- park
- magazyn pasz
- chlewnia.